# SN 1999aj
SN 1999aj – supernowa odkryta 17 lutego 1999 roku w galaktyce A112239-1143. W momencie odkrycia miała maksymalną jasność 20,90m.